# Vitello (cráter)

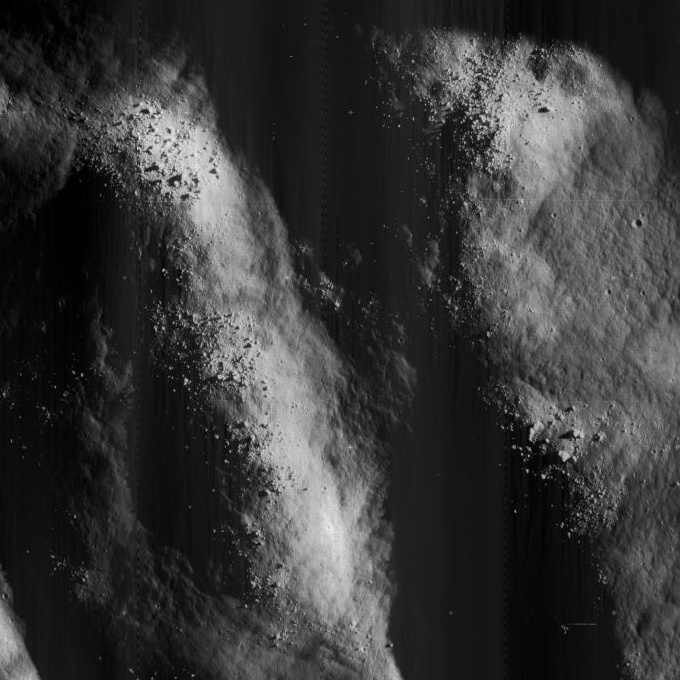
Detalle de un área al oeste del pico central, mostrando los grandes bloques de roca existentes sobre la superficie (imagen Lunar Orbiter 5)

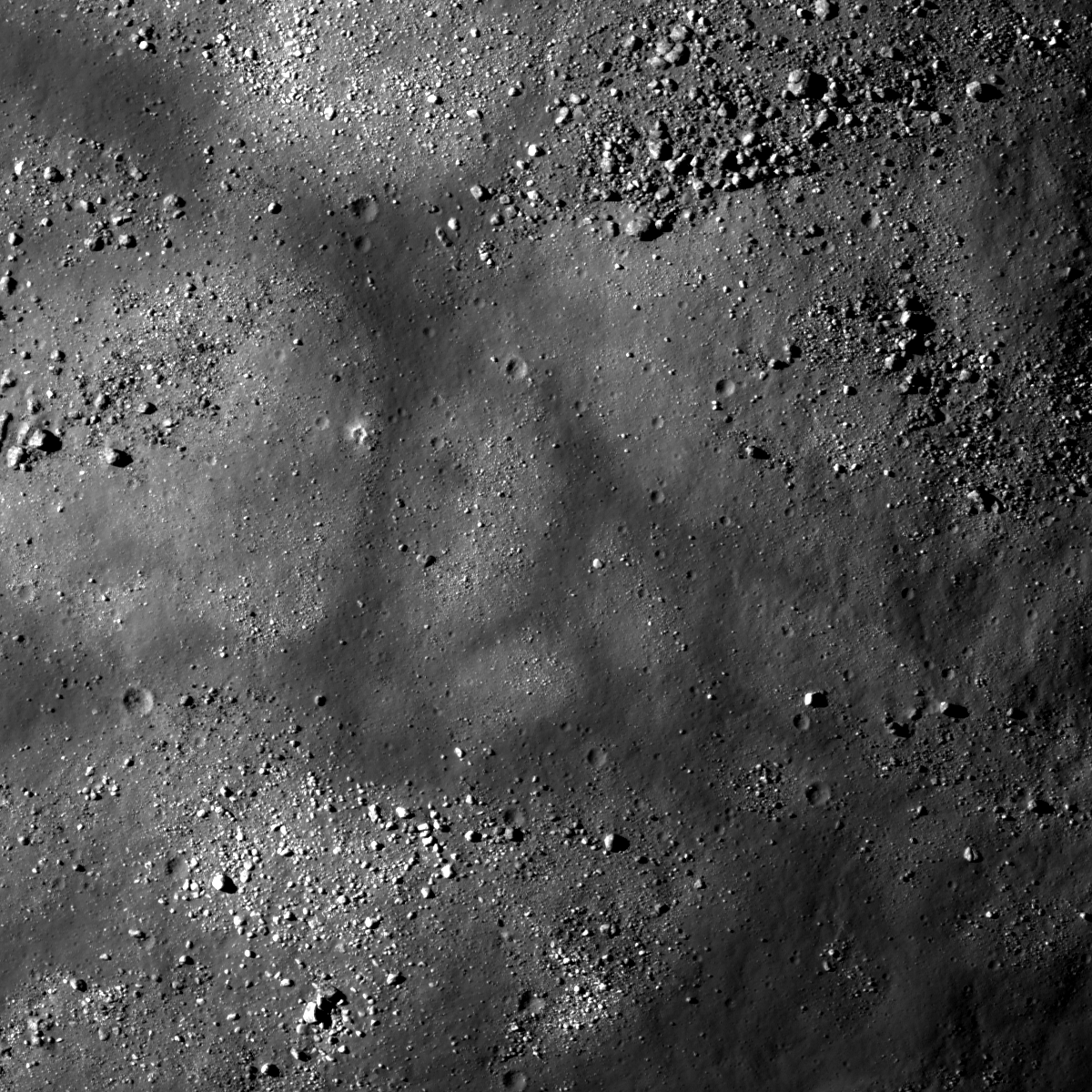
Fotografía de la misión Lunar Reconnaissance Orbiter

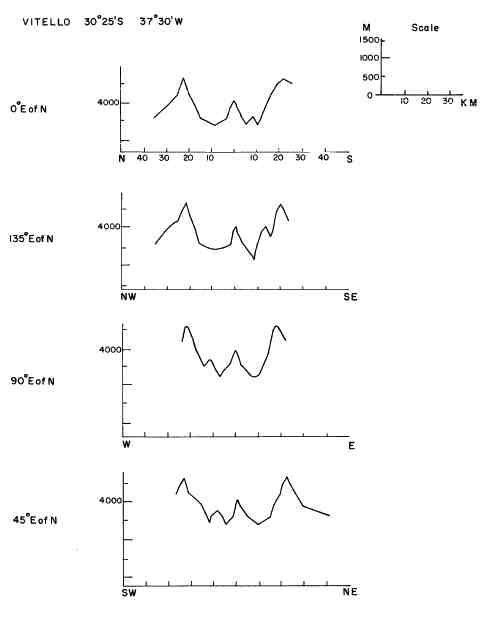
Perfiles transversales del cráter

Vitello es un cráter de impacto que se encuentra en el borde sur del pequeño Mare Humorum, en la parte suroeste de la cara visible de la Luna. Se halla justo al este del cráter inundado de lava Lee. Al noreste, en el borde del mar lunar, aparece Rupes Kelvin, una línea de falla irregular.   
Este cráter tiene un borde bajo, aproximadamente circular, con un perfil afilado. El suelo interior es irregular, rugoso y accidentado, con un cráter concéntrico más pequeño, desplazado al este del punto medio. Una cresta baja se proyecta desde el borde noroeste hasta el mare.
|  |  |

Anteriormente se creía que Vitello era un caldera volcánica en lugar de un cráter de impacto. En To A Rocky Moon, el geólogo lunar Don E. Wilhelms resumió: "Es un punto de radiación infrarroja de Saari-Shorthill, está fracturado, y está cubierto y rodeado por un depósito oscuro. Si hay una caldera en la luna, este cráter debería serlo". Sin embargo, el Lunar Orbiter 5 tomó imágenes de alta resolución del interior y los geólogos observaron que las fracturas estaban rellenadas de los bloques que causaron la anomalía infrarroja, concluyendo que no escapaba calor volcánico de Vitello. Wilhelms concluyó "... si se trata de una caldera, su actividad expiró hace mucho tiempo".

## Cráteres satélite
Por convención estos elementos son identificados en los mapas lunares poniendo la letra en el lado del punto medio del cráter que está más cercano a Vitello.
|         | \| Vitello \| Coordenadas \| Diámetro \| \| ------- \| ------------------------------ \| -------- \| \| A \| 34°06′S 41°54′O / -34.1, -41.9 \| 21 km \| \| B \| 31°06′S 35°24′O / -31.1, -35.4 \| 11 km \| \| C \| 32°24′S 42°30′O / -32.4, -42.5 \| 14 km \| \| D \| 33°12′S 41°00′O / -33.2, -41.0 \| 18 km \| \| E \| 29°12′S 35°48′O / -29.2, -35.8 \| 7 km \| \| G \| 32°18′S 37°36′O / -32.3, -37.6 \| 10 km \| \| H \| 32°48′S 43°00′O / -32.8, -43.0 \| 12 km \| \| K \| 31°54′S 37°36′O / -31.9, -37.6 \| 13 km \| \| L \| 31°36′S 35°18′O / -31.6, -35.3 \| 7 km \| \| M \| 32°24′S 36°00′O / -32.4, -36.0 \| 7 km \| \| N \| 32°06′S 36°06′O / -32.1, -36.1 \| 5 km \| \| P \| 31°12′S 38°24′O / -31.2, -38.4 \| 9 km \| \| R \| 33°00′S 37°00′O / -33.0, -37.0 \| 3 km \| \| S \| 30°48′S 35°12′O / -30.8, -35.2 \| 6 km \| \| T \| 33°48′S 39°36′O / -33.8, -39.6 \| 9 km \| \| X \| 32°12′S 40°36′O / -32.2, -40.6 \| 8 km \| |          |
| Vitello | Coordenadas | Diámetro |
| A       | 34°06′S 41°54′O / -34.1, -41.9 | 21 km    |
| B       | 31°06′S 35°24′O / -31.1, -35.4 | 11 km    |
| C       | 32°24′S 42°30′O / -32.4, -42.5 | 14 km    |
| D       | 33°12′S 41°00′O / -33.2, -41.0 | 18 km    |
| E       | 29°12′S 35°48′O / -29.2, -35.8 | 7 km     |
| G       | 32°18′S 37°36′O / -32.3, -37.6 | 10 km    |
| H       | 32°48′S 43°00′O / -32.8, -43.0 | 12 km    |
| K       | 31°54′S 37°36′O / -31.9, -37.6 | 13 km    |
| L       | 31°36′S 35°18′O / -31.6, -35.3 | 7 km     |
| M       | 32°24′S 36°00′O / -32.4, -36.0 | 7 km     |
| N       | 32°06′S 36°06′O / -32.1, -36.1 | 5 km     |
| P       | 31°12′S 38°24′O / -31.2, -38.4 | 9 km     |
| R       | 33°00′S 37°00′O / -33.0, -37.0 | 3 km     |
| S       | 30°48′S 35°12′O / -30.8, -35.2 | 6 km     |
| T       | 33°48′S 39°36′O / -33.8, -39.6 | 9 km     |
| X       | 32°12′S 40°36′O / -32.2, -40.6 | 8 km     |